# Saïf al-Islam Kadhafi
Pour les articles homonymes, voir Kadhafi (homonymie).
Saïf al-Islam Kadhafi, (en arabe : سيف الإسلام القذافي), né le 25 juin 1972 à Tripoli dans le complexe fortifié de Bab al-Azizia, est un homme politique libyen. Il est le second fils de Mouammar Kadhafi, dirigeant de l'ex-Jamahiriya arabe libyenne, et le premier enfant issu du mariage de ce dernier avec sa seconde épouse Safia Farkash. Son prénom signifie, en arabe, « le glaive de l'islam ».
Président de la Fondation internationale Kadhafi pour la charité et le développement, il est dans les années 2000 l'un des principaux émissaires de la Jamahiriya au niveau international. Partisan déclaré d'une réforme du système politique libyen, il est souvent présenté comme le successeur potentiel de son père.
Dès le début de la guerre civile libyenne de 2011, Saïf al-Islam Kadhafi se fait l'avocat d'une ligne dure face aux contestations, contredisant l'image de réformateur dont il jouissait jusque-là. Après la prise de Tripoli par les forces du CNT, puis la chute des derniers bastions kadhafistes, il passe dans la clandestinité. Sous le coup d'un mandat d'arrêt émis par la Cour pénale internationale et Interpol pour crimes de guerre et crimes contre l'humanité, il est arrêté dans le Sud de la Libye, puis condamné à mort en 2015.
Libéré en 2017, il entend se présenter à la prochaine élection présidentielle libyenne.

## Biographie

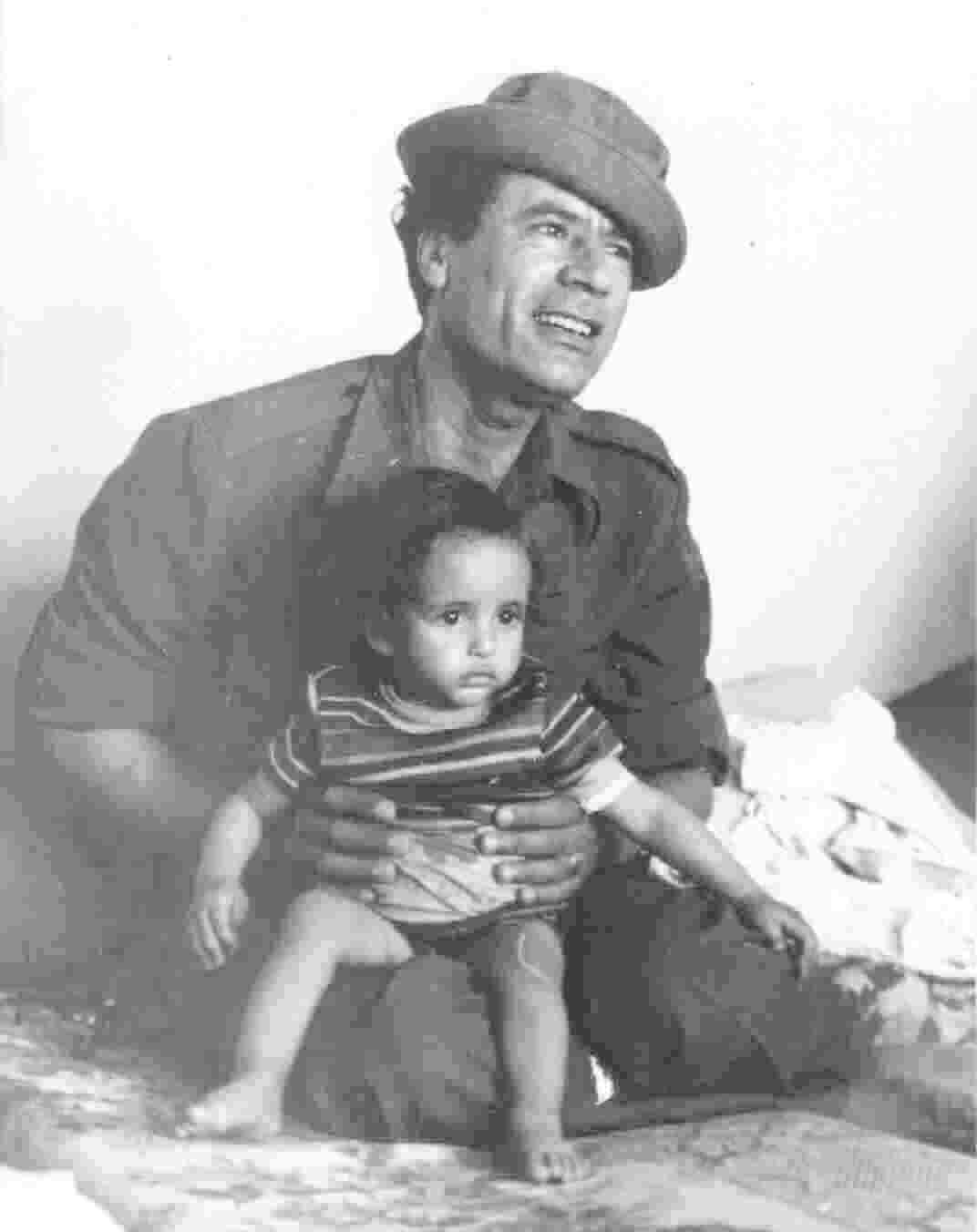
Saïf al-Islam Kadhafi dans les bras de son père en 1976.

### Activités politiques et diplomatiques
En 1995, Saïf al-Islam Kadhafi obtient un diplôme d'architecte de l'université de Tripoli, ce qui lui vaut le surnom d'« ingénieur Saïf ». Dans les années 1990, son « tuteur » pour les affaires d'États est Moussa Koussa, chef des services de renseignement de son pays. Parti en Europe compléter sa formation, il obtient à Vienne un diplôme d'économie et management (MBA) de l'école autrichienne IMADEC.  
En parallèle, il prend la tête de la Fondation internationale Kadhafi pour la charité et le développement, créée en 1998 et gère à ce titre diverses situations diplomatiques. À l'été 2000, il montre la bonne volonté du régime libyen en versant la rançon de 25 millions dollars demandée aux Philippines par le groupe Abou Sayyaf pour libérer six otages occidentaux. Saïf al-Islam Kadhafi offre alors un visage jugé « dynamique », ou « moderne et avenant », au régime de la Jamahiriya arabe libyenne, éprouvé par des années d'embargo économique et d'isolement politique,. Il multiplie les rencontres avec les milieux politiques, financiers et diplomatiques occidentaux, où il est longtemps considéré comme un interlocuteur valable pour qui voudrait traiter avec la Libye, mais pas directement avec Mouammar Kadhafi. Il se montre progressivement critique envers le régime de son père, dont il préconise l'évolution vers la démocratie. Outre les activités caritatives de sa Fondation, Saïf al-Islam Kadhafi patronne également des initiatives culturelles : en 2002, la Fondation Kadhafi organise à Londres une exposition d'art libyen, comportant plusieurs de ses propres tableaux,.
À la tête de sa Fondation, Saïf al-Islam Kadhafi mène des négociations délicates pour résoudre certaines des crises provoquées par son père. En 2004, il négocie avec plusieurs pays occidentaux l'accord d'indemnisation des victimes de deux attentats ayant impliqué la Libye, celui de Lockerbie contre un Boeing 747 de la Pan Am en 1988, et celui ayant conduit à l'explosion du vol 772 d'UTA au-dessus du Niger en 1989. En 2007, il est chargé du dossier de l'affaire des infirmières bulgares. À cette occasion, il déclare en août 2007 que le règlement du dossier s'est fait en contrepartie d'un contrat d'armement avec la France et du retour en Libye de Abdelbaset al-Megrahi, détenu au Royaume-Uni pour l'attentat de Lockerbie,.
Anglophone, germanophone et parlant un peu le français, Saïf al-Islam Kadhafi est reçu dans les chancelleries comme un « ministre des affaires étrangères bis ».
Un mois après le succès diplomatique remporté dans l'affaire des infirmières bulgares, Saïf al-Islam Kadhafi propose un programme de réformes de la Jamahiriya arabe libyenne, portant notamment sur la liberté de la presse et l'élaboration d'une Constitution,. En août 2007, il prononce devant plusieurs milliers de jeunes partisans un discours présentant les grandes lignes d'un projet de nouvelle constitution, tout en soulignant que des « lignes rouges » sont à respecter : « l’islam et l’application de la charia islamique, la sécurité et la stabilité de la Libye, l’unité du territoire et Mouammar Kadhafi ». Tout en continuant de juger pertinents les principes du Livre vert de son père, il déclare : « Le système de gouvernance en Libye doit être revu en profondeur, c’est la priorité numéro un ». Sous la houlette de sa Fondation, le gouvernement libyen entame un dialogue avec les islamistes du GICL.  Une équipe de juristes étrangers est engagée pour plancher sur le projet. Menant campagne pour l'ouverture de la Libye aux médias privés, Saïf al-Islam Kadhafi lance à la même époque un groupe de médias, Al-Ghad, composé de la première chaîne de télévision privée, ainsi que des deux premiers journaux privés du pays. 
En 2008, il obtient un doctorat (PhD) d'économie de la London School of Economics (LSE) pour une thèse intitulée Le rôle de la société civile dans la démocratisation de la gouvernance globale des institutions : du « soft power » à la décision collective ?. Il conserve ensuite des liens avec cette université, dont il finance le programme d'études sur l'Afrique du Nord à hauteur de 1,8 million d'euros sur 5 ans à partir de 2009. 
La volonté réformatrice de Saïf al-Islam Kadhafi n'est cependant pas toujours couronnée de succès et, sur le plan économique notamment, doit faire face à l'opposition de la « vieille garde » du régime, menée par le chef du gouvernement Baghdadi Mahmoudi. En novembre 2008, il effectue une visite diplomatique à Washington, ce que son père n'avait jamais fait ; une partie de l'entourage de Mouammar Kadhafi lui reproche alors de se plier aux demandes des États-Unis.
Diverses informations évoquent une rivalité, dans le cadre de la future succession de Mouammar Kadhafi, entre Saïf al-Islam Kadhafi et son frère Moatassem, proche des services de sécurité. Saïf al-Islam Kadhafi lui-même dément toute rivalité familiale. 
Apparemment tombé dans une certaine disgrâce auprès de son père du fait de sa liberté de ton, Saïf al-Islam Kadhafi annonce le 20 août 2008 son retrait de la vie politique pour se consacrer à des activités sociales ; il déclare avoir mis le « train des réformes sur les rails », tout en appelant à la construction d'une société civile « forte ». Les médias privés qu'il avait lancés sont nationalisés la même année le 1er août 2009.
Au début de l'année 2009, Saïf al-Islam Kadhafi revient pourtant sur le devant de la scène, ayant amélioré ses rapports avec la vieille garde du régime, principalement incarnée par les « Comités révolutionnaires ». Il paraît alors avoir pris l'avantage sur son frère Moatassem Kadhafi dans la future succession de son père, et ses réformes semblent pouvoir se concrétiser.
Le 21 août 2009, c'est lui qui accueille l'ancien agent libyen Abdelbaset al-Megrahi, responsable de l'attentat de Lockerbie à son retour en Libye après sa libération pour raisons médicales. 
En octobre 2009, il est nommé à un poste institutionnel permanent en devenant « coordinateur général des Commandements populaires et sociaux ». Sa position, qui doit l'amener à chapeauter le Congrès général du peuple (Parlement de la Libye) et le Comité populaire général (gouvernement) est analysée comme étant celle de « numéro deux » de la Jamahiriya arabe libyenne et renforce son image de successeur potentiel. Il signe alors un accord de réconciliation avec les djihadistes et annonce un vaste chantier de réformes politiques et économiques. Néanmoins, il semble continuer de faire face à une opposition de la part des conservateurs du régime, et ne prend pas ses fonctions dans les mois qui suivent l'annonce de sa nomination. Sa Fondation annonce en 2010 qu'elle ne s'impliquera plus dans la politique intérieure libyenne, pour se concentrer sur les actions de bienfaisance à l'étranger. Au moment du déclenchement de la révolte de 2011, il n'a toujours pas pris de poste officiel au sein du gouvernement de la Jamahiriya, tout en continuant d'être perçu comme la seconde personnalité la plus influente en Libye.
En août 2021 , Seif el-Islam Kadhafi annonce ,dans une interview au  New York Times, son intention pour sa candidature au poste de président de la jamahiriya aux élections prévus en décembre 2021.

### Guerre civile de 2011
En février 2011, les manifestations contre le régime de Mouammar Kadhafi, durement réprimées, dégénèrent en émeutes, puis en véritable insurrection. Le 20 février, Saïf al-Islam Kadhafi intervient à la télévision pour s'adresser à la population : dénonçant un complot contre la Libye, il met en garde les insurgés, conseillant à la jeunesse libyenne de ne pas chercher à imiter la Tunisie et l'Égypte, et évoque le danger de « milliers » de morts et de « rivières de sang » en cas de poursuite des émeutes. Déclarant que le pays est au bord de la « guerre civile », il ajoute que l'armée fera respecter l'ordre à n'importe quel prix et « aura maintenant un rôle essentiel pour imposer la sécurité », affirmant : « nous ne lâcherons pas la Libye et nous combattrons jusqu'au dernier homme, jusqu'à la dernière femme et jusqu'à la dernière balle ». Dans le même temps, il promet un dialogue sur les libertés politiques et une nouvelle constitution,,. Ce discours change alors radicalement l'image de Saïf al-Islam Kadhafi. Jusqu'alors considéré comme un « ami de l'Occident », il est désormais perçu comme incarnant la ligne dure du régime,. Il déclare ensuite sur Al-Arabiya, le 26 février, que « la situation est excellente dans les trois-quarts du pays » et que « les manifestants sont manipulés par l'étranger », alors que l'insurrection fait rage,.
La London School of Economics annonce la rupture de ses liens avec Saïf al-Islam Kadhafi; dans la foulée, les médias britanniques révèlent que sa fondation aurait promis un don de 1,5 million de livres à la LSE (dont 300 000 livres déjà versées). Il est publiquement révélé qu’une partie de sa thèse, pour laquelle il a fait appel à un cabinet de consultants, est plagiée sur d'autres travaux. L'ampleur des liens entre la LSE et le régime libyen, impliquant un vaste programme d'éducation pour former la future élite libyenne, est révélée. Le directeur de l'école est contraint à la démission par l'ampleur de la polémique,,.
Durant la guerre civile libyenne, Saïf al-Islam Kadhafi multiplie les apparitions publiques en tant que porte-parole du régime de son père. En mars, alors que les troupes de son père reprennent le terrain face aux insurgés, il promet la « libération » prochaine de Benghazi, siège du Conseil national de transition. Slate résume son changement d'image par une mutation d'un « ami de l'Occident » en « l’un des fers de lance de la répression et du jusqu’au-boutisme du régime Kadhafi ». Des commentateurs postulent que Saïf al-Islam Kadhafi a « raté le coche en ne convainquant pas son père de se retirer pendant qu’il était encore temps ». Pour l'un de ses anciens professeurs à la LSE, « pris entre sa fidélité à sa famille et son désir de réformer son pays, (...) [Saïf al-Islam] a tragiquement fait le mauvais choix ». Mais la position moderniste de Saïf al-Islam Kadhafi peut également apparaître comme n'ayant été « que la version moderniste d’un régime implacable qui, en réalité, n’a jamais évolué sur la question fondamentale des libertés individuelles ». Pour Rémy Ourdan, qui suit le conflit pour Le Monde, les « discours guerriers » de Saïf al-Islam Kadhafi l'ont fait apparaître « comme une réplique à peine plus présentable que son père ». Sa position est également analysée comme un « pari » sur la victoire finale du régime, qui lui aurait permis de s'imposer enfin comme successeur de son père, en acquérant une image de « chef de guerre ». Durant le conflit, il déclare au Figaro : « La Libye d'après ne ressemblera pas à celle que vous avez connue. Et j'y jouerai un rôle important ».
En mars, il déclare : « Ce n’est pas la société civile qui se dresse en face de nous, mais des Islamistes qui complotent depuis des mois avec Al-Qaïda ». Le 16 juin, Saïf al-Islam Kadhafi propose la tenue d’élections libres sous surveillance internationale dans les trois mois, précisant que son père quitterait le pouvoir en cas de défaite, et affirmant : « Je ne doute pas un seul instant que l'écrasante majorité des Libyens soutient mon père et considère les rebelles comme des islamistes fanatiques et fondamentalistes, des terroristes soutenus par des étrangers, des mercenaires à la solde de Sarkozy ».
Le 27 juin, la Cour pénale internationale délivre un mandat d'arrêt pour crimes contre l'humanité contre Mouammar Kadhafi, ainsi que contre son fils et « premier ministre de facto » Saïf al-Islam Kadhafi, et contre son chef des services secrets Abdallah Senoussi.
Dénonçant l'intervention internationale venue soutenir les rebelles, et se disant sûr de la victoire, il déclare en juillet 2011, « Les véritables enjeux sont l’argent, l’argent, l’argent et le pétrole (...) La Libye est un gigantesque gâteau que les pays [étrangers] veulent se partager. (...) [Les rebelles sont] quelques centaines de combattants, huit cents ou mille à l’échelle du pays. Ils sont relativement forts parce qu’ils ont l’Otan qui se bat pour eux [...] Si vous soutenez Mickey Mouse avec de tels moyens, Mickey Mouse sera quelque chose en Libye ! En dépit de cela, ils perdent du terrain tous les jours ! ».
En juillet, Saïf al-Islam Kadhafi accorde une interview à une télévision russe en tunique blanche de bédouin, un collier de barbe sur le visage. Le mois suivant, alors que les frappes aériennes de l'OTAN s'intensifient, il déclare au New York Times vouloir faire un pacte avec les islamistes. Considérant ceux-ci comme des interlocuteurs valables parmi les opposants, il ajoute « Les libéraux devront fuir ou être tués (...) Nous allons travailler ensemble [avec les islamistes]. La Libye va ressembler à l'Arabie saoudite, à l'Iran. Et alors? (...) Je sais que ce sont des terroristes. Ils sont sanguinaires. Ils ne sont pas gentils. Mais il faut les accepter ». La rébellion nie en réponse toute division dans ses rangs.
Mansour Daou, ancien chef des services de sécurité intérieure de la Jamahiriya, assure en novembre 2011, après la fin du conflit, que Saïf al-Islam Kadhafi a fait figure de « tête politique » du régime durant la guerre civile, allant même jusqu'à dissuader en mars son père d'abandonner le pouvoir car « il voulait hériter du pouvoir après lui ».
Le 21 août 2011, lors de la prise de Tripoli par les rebelles, l'arrestation de Saïf al-Islam Kadhafi, dans un hôtel de la côte ouest proche de la capitale libyenne, est annoncée. L'information est confirmée à l'AFP par le procureur Luis Moreno Ocampo de la Cour pénale internationale. Dans les heures qui suivent, il se présente libre de ses mouvements à l'hôtel de Tripoli où séjournent les journalistes étrangers. Le porte-parole de la Cour pénale internationale affirme quelques heures plus tard que la CPI n'a « jamais » eu la confirmation de l'arrestation. 
Le 31 août, il diffuse un message, officiellement depuis la banlieue de Tripoli, déclarant « Nous sommes toujours là, la résistance continue et la victoire est proche (...) Chaque Libyen est Mouammar Kadhafi, chaque Libyen est Saïf al-Islam (...) Là où vous vous trouvez face à un ennemi, combattez-le. » Il ajoute que « 20 000 hommes armés » sont prêts à défendre Syrte. Le CNT tourne en dérision ce message, affirmant que Saïf al-Islam Kadhafi vit « dans un rêve ». Le 9 septembre, à la demande de la CPI, Interpol émet un mandat d'arrêt contre Mouammar Kadhafi, Saïf al-Islam Kadhafi, et Abdallah Senoussi.
Le 27 septembre, une vidéo montrant Saïf al-Islam Kadhafi haranguer ses partisans et les appeler à reprendre Tripoli est diffusée par une chaîne de télévision syrienne partisane de Kadhafi. 
Le CNT annonce début octobre être convaincu de la présence de Saïf al-Islam Kadhafi à la tête des troupes kadhafistes à Bani Walid, mais ce dernier n'est pas retrouvé lors de la prise de la ville le 17 octobre.

### Fuite et arrestation
Le 20 octobre, peu après la mort de Mouammar Kadhafi, un ministre du CNT annonce que Saïf al-Islam Kadhafi, blessé et capturé, est détenu dans un hôpital mais le lendemain, le fils de l'ancien dirigeant est donné en fuite vers le Niger, où son frère Saadi est déjà réfugié.  Dans les jours qui suivent, le journal soudanais al Intihaba indique que Saïf al Islam se serait au contraire réfugié au Soudan sous la protection de Khalil Ibrahim Mohammed, chef du Mouvement pour la justice et l’égalité,; le CNT estime de son côté que le fils de l'ancien dirigeant pourrait se trouver toujours en Libye, dans la région désertique au sud de Ghat.
Le 26 octobre 2011, le CNT affirme que Saïf al-Islam Kadhafi et Abdallah Senoussi proposent de se rendre à la Cour pénale internationale de la Haye. La CPI confirme ensuite avoir eu des « contacts informels » avec Saïf al-Islam Kadhafi, via des intermédiaires. Ce dernier fait transmettre à la CPI un message affirmant son « innocence » vis-à-vis des charges retenues contre lui.
Le 19 novembre 2011, le ministre de la Justice libyen annonce l'arrestation de Saïf al-Islam Kadhafi dans le sud de la Libye, près de la frontière algérienne, en compagnie de trois hommes armés ; selon les informations disponibles, le fils de Mouammar Kadhafi aurait été dénoncé par l'un de ses hommes.  Le procureur de la CPI, Luis Moreno Ocampo, déclare son intention de discuter avec les autorités libyennes du lieu du procès de Saïf al-Islam Kadhafi, et de s'assurer de la tenue d'un procès équitable,. La CPI déclare que les autorités libyennes avaient « l'obligation » de lui remettre Saïf al-Islam Kadhafi, sans exclure la possibilité que le procès ait lieu en Libye. Le 22 novembre, le premier ministre Abdel Rahim Al-Kib annonce que la Libye ne remettra pas Saïf al-Islam Kadhafi à la CPI, tout en promettant la tenue d'un procès régulier « conformément aux critères internationaux ». Luis Moreno Ocampo estime pour sa part que les juges de la CPI devront être « impliqués » dans le procès mais que la Libye est « prioritaire » pour juger l'ancien dauphin de Mouammar Kadhafi et pourra tenir le procès sur son sol, « du moment que les autorités libyennes mènent les bonnes investigations et qu’elles les présentent aux juges de la CPI ». Il est transféré à Tripoli en avril 2012.

### Procès et condamnation
Son procès s'ouvre le 14 avril 2014 à Tripoli, en même temps que celui de son frère Saadi. Aucun des deux accusés n'assiste physiquement à l'audience, Saïf étant toujours retenu par une brigade, à Zintan et Saadi, récemment extradé par le Niger, faisant l'objet d'autres investigations. Le Figaro note que l'organisation de l'audience illustrait l'« amateurisme du système judiciaire libyen » (presse tenue à l'écart, avocate n’ayant pas pu avoir accès au dossier de son client ni pénétrer dans la salle d'audience, visioconférence défaillante, etc.). Le 28 juillet 2015, alors qu'il est toujours détenu à Zenten — la milice qui le détient refusant de le remettre aux autorités — il est condamné à mort par contumace en même temps que huit autres prisonniers.
Le 14 septembre 2015, quelques semaines après sa condamnation à mort, un « Conseil suprême des tribus libyennes » — qui n'est reconnu par aucun des deux gouvernements libyens rivaux — annonce l'avoir nommé à un poste de « représentant officiel ».

### Libération
Le 6 juillet 2016, alors qu'il bénéficie d'une amnistie du « gouvernement de Tobrouk », les avocats de Saïf al-Islam Kadhafi annoncent la libération de leur client. Ceci intervient dans le cadre d'une tentative de « réconciliation nationale » entre ex-kadhafistes et ex-révolutionnaires, alors que la Libye est toujours en plein chaos et doit trouver un équilibre face à la menace de l'État islamique. Cependant, les informations qui le concernent sont contradictoires et il se trouverait toujours à Zintan, soit en résidence surveillée, soit en prison. Ce jugement est toutefois contesté par les autorités judiciaires libyennes de Tripoli, qui n'y voient aucune valeur juridique. Pour sa part, la Cour pénale internationale continue de demander son extradition. Trois jours après la première annonce, les autorités de Zintan démentent l'annonce de sa libération ; la confusion règne autour du sort exact de Saïf al-Islam Kadhafi, qui semble faire figure de « monnaie d'échange » entre différentes factions rivales. Pour sa part, le gouvernement d'union, dirigé par Fayez el-Sarraj, rejette cette amnistie.
Le 11 juin 2017, sa libération est de nouveau annoncée. Dans la foulée, la CPI demande son arrestation.
Le 18 décembre 2017, son porte-parole annonce que Saïf al-Islam a présenté sa candidature à la présidentielle. Le 19 mars 2018, il annonce officiellement à partir de Tunis, via l'un de ses représentants, Ayman Bouras, sa candidature pour l’élection présidentielle.

### Élection présidentielle de 2021
Le 14 novembre 2021, Saïf al-Islam Kadhafi dépose sa candidature à l'élection présidentielle de décembre 2021. Elle est rejetée le 24 novembre par l'autorité électorale au motif qu’un candidat à l’élection présidentielle doit présenter un extrait de casier judiciaire vierge. Mais le 2 décembre, la cour d’appel de Sebha ordonne qu'il soit autorisé à se présenter à ce scrutin. 
Dans ce contexte électoral, c'est Souha al-Bedri qui assure sa communication à Paris, une ancienne proche de Mouammar Kadhafi.
Il reçoit en vue de cette campagne l'aide du groupe de mercenaires Wagner, considéré comme proche du pouvoir russe, qui lui fournit des conseils politiques, électoraux et en communication.

## Vie privée
Du temps du régime de son père, Saïf al-Islam Kadhafi a fréquenté la jet-set en Europe et au Maghreb. Contrairement à ses frères Moatassem, Saadi et Hannibal, dont la vie privée est plus agitée, il a cependant privilégié dans ses fréquentations les milieux diplomatiques et humanitaires.
Célibataire, il aurait eu une liaison en 2006 avec l'actrice israélienne Orly Weinerman. Il est connu pour ses frasques dans les capitales européennes, notamment à Paris. Pour son trente-septième anniversaire, il organise une grande réception au Monténégro, en 2009. Les milliardaires Peter Munk et Oleg Deripaska, ainsi que le prince Albert de Monaco figurent parmi les invités. Certains arrivent en jet privé, et sont installés à bord de deux immenses yachts ancrés devant le Splendid Hôtel de Becici, endroit où se tient la réception. Il a donné aussi de somptueuses soirées à Monaco ou à Saint-Tropez.
Dans les années 2000, Saïf al-Islam Kadhafi a noué de nombreuses relations amicales au sein du sport, du monde du spectacle et des milieux politiques, comme avec le footballeur sénégalais El-Hadji Diouf ou l'homme politique autrichien Jörg Haider. Au Royaume-Uni, il est à l'époque reçu par la famille Rothschild et par le prince Andrew.